# Corydalis blanda
Corydalis blanda är en vallmoväxtart. Corydalis blanda ingår i släktet nunneörter, och familjen vallmoväxter.

## Underarter
Arten delas in i följande underarter:
- C. b. blanda
- C. b. olympica
- C. b. oxelmannii
- C. b. parnassica